# Hellboy (film fra 2004)
Hellboy er en amerikansk film fra 2004, instrueret af Guillermo del Toro og med Ron Perlman som Hellboy. Filmen er baseret på Mike Mignolas serie Hellboy.

## Medvirkende
- Ron Perlman - (Hellboy)
- John Hurt - (Trevor "Broom" Bruttenholm)
- Selma Blair - (Liz Sherman)
- Rupert Evans - (John Myers)
- Karel Roden - (Grigori Rasputin)
- Jeffrey Tambor - (Tom Manning)
- Doug Jones - (Abe Sapien)
- Brian Steele - (Sammael)
- Ladislav Beran - (Obersturmbannführer Karl Kroenen)
- Bridget Hodson - (Ilsa Haupstein)
- Corey Johnson - (Agent Clay)
- Kevin Trainor - (Unge "Broom")
- Brian Caspe - (Agent Lime)
- James Babson - (Agent Moss)
- Stephen Fisher - (Agent Quarry)

## Eksterne links
- Hellboy på Internet Movie Database (engelsk)
- Hellboy på Filmdatabasen
- Hellboy på Scope
- Hellboy i Svensk Filmdatabas (svensk)
- Hellboy på AlloCiné (fransk)
- Hellboy på MovieMeter (nederlandsk)
- Hellboy på AllMovie (engelsk)
- Hellboy hos American Film Institute (engelsk)
- Hellboys profil hos Encyclopædia Britannica Online (engelsk)
- Hellboy på The Movie Database (engelsk)